# François-Antoine Curtet
Pour les articles homonymes, voir Curtet.
François-Antoine Curtet, né le 9 février 1763 à Chaumont (Haute-Savoie), décédé à Bruxelles le 19 avril 1830 et inhumé au cimetière de Bruxelles, est un médecin Savoyard établi à Bruxelles sous le République française. Il est le fils de Christophe Curtet, décédé en 1802 et d'Anne-Marie Chiron décédée en 1800.

## Biographie
Après avoir étudié la médecine et la chirurgie aux universités de Turin et de Strasbourg, il s'engagea dans l'armée française où il servit comme chirurgien.
Il s'installa à Bruxelles où il avait épousé le 11 juin 1798, Barbe-Marie-Josèphe Van Mons (née le 30 octobre 1776 à Bruxelles et y décédée le 7 septembre 1819) qui était la sœur du savant Jean-Baptiste Van Mons et participa comme lui activement à la vie scientifique et littéraire de ce chef-lieu du département de la Dyle. Ils furent les parents de Cécile Curtet née le 1er novembre 1801 à Bruxelles et y décédée le 20 mars 1858, qui épousa le 20 septembre 1824, le célèbre savant Adolphe Quetelet (1796-1874).
Amateur d'art il figure en 1803 parmi les membres fondateurs de la Société de peinture, sculpture et architecture de Bruxelles.
Il figure aussi parmi les fondateurs de l'école de médecine de Bruxelles établie en 1805, où il est professeur.

## Ses publications
- 1802 : Rapport sur la situation médicale de la maison de détention située à Vilvorde, par les Citoyens Duval, Curtet et Fournier, commissaires nommés par la Société de médecine de Bruxelles, pour examiner ladite maison; d'après la demande du Préfet du Département de la Dyle, Bruxelles, de l'imprimerie de Weissenbruch, 1802.
- 1805 : Sur la colique venteuse ou flatulente, 1805.